# Капо ди Лаго (Бреша)
Капо ди Лаго је насеље у Италији у округу Бреша, региону Ломбардија.
Према процени из 2011. у насељу је живело 18 становника. Насеље се налази на надморској висини од 407 м.